# Scleronema guianense
Scleronema guianense är en malvaväxtart som beskrevs av Noel Yvri Sandwith. Scleronema guianense ingår i släktet Scleronema och familjen malvaväxter. Inga underarter finns listade i Catalogue of Life.